# Rejencja berlińska
Rejencja berlińska (niem. Regierungsbezirk Berlin) – pruska jednostka administracyjna istniejąca na terenie prowincji Brandenburgia w latach 1816–1821. Na jej terenie leży obecnie kraj związkowy Berlin. W roku 1819 liczyła 196 429 mieszkańców, a jej powierzchnia wynosiła 76 km².

## Historia
1 marca 1816 w Królestwie Prus w prowincji Brandenburgia utworzono trzy rejencje (Regierungsbezirk): berlińską, poczdamską i frankfurcką. Rejencja ta obejmowała ówczesne miasto Berlin i jego najbliższą okolicę, między innymi ówczesne przygraniczne miejscowości: Charlottenburg, Lichtenberg, Stralau und Gesundbrunnen.
Z uwagi na wysokie koszty dnia 1 stycznia 1822 rejencja została rozwiązana, a jej tereny przyłączono do rejencji poczdamskiej. Miasto Berlin stało się powiatem grodzkim (Stadtkreis). Miejscowości leżące na północ od Sprewy przyłączono do powiatu Niederbarnim a miejscowości na południe od Sprewy przyłączono do powiatu Teltow-Storkow.